# 後賴恩塔爾施羅芬山

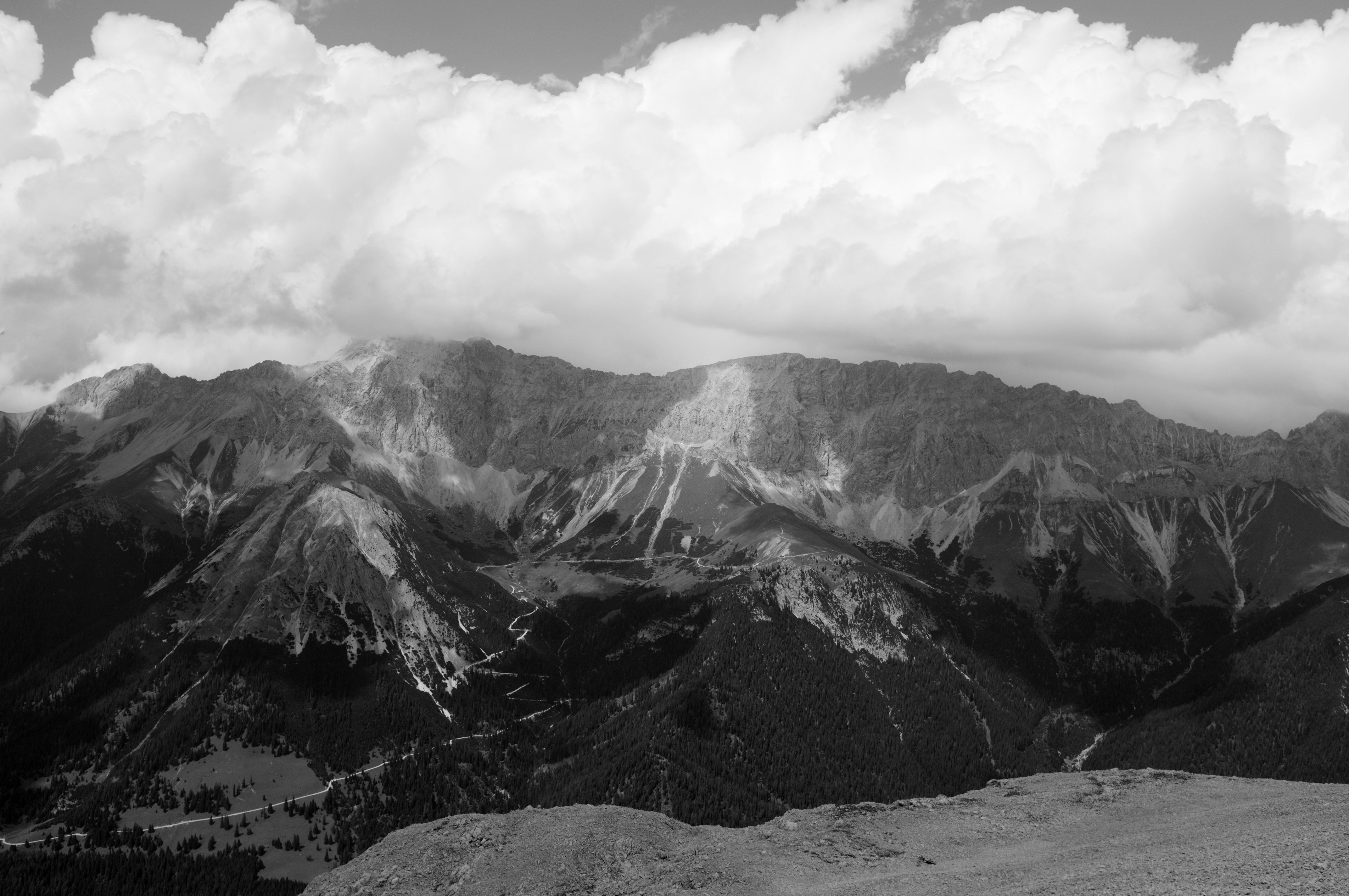

47°23′46″N 11°4′33″E / 47.39611°N 11.07583°E
後賴恩塔爾施羅芬山（德語：Hinterreintalschrofen），是中歐的山峰，位於德國和奧地利接壤的邊境，屬於韋特施泰因山脈的一部分，海拔高度2,669米，人類在1871年9月1日由 （页面存档备份，存于）首次登頂。